# Jaunpur (miasto)
Jaunpur (hindi जौनपुर) – miasto w północnych Indiach w stanie Uttar Pradesh, na Nizinie Hindustańskiej.
Populacja miasta w 2001 roku wynosiła 168 851 mieszkańców.

## Historia
Miasto zostało założone w końcu XIV wieku przez sułtana Firuza Szacha Tughlaka i rozwinęło się jako ośrodek handlu. W XV wieku rządzone przez niezależnych władców muzułmańskich z dynastii Śarkich aż do zdobycia miasta przez Ibrahima Szacha Lodi w 1479 roku. W XVI wieku podbite przez Mogołów.

## Zabytki
- Most Akbari - kamienny most zbudowany przez cesarz z dynastii Wielkich Mogołów Akbara.
- Stara Twierdza Śahi - twierdza wzniesiona przez pierwszych władców miasta.
- Meczet Atala Masdżid zbudowany w czasach panowania dynastii Śarkich w XV wieku.
- Wielki Meczet Dżama Masdżid z XV wieku[2].